# Edward Roy Pike
Edward Roy Pike (* 4. Dezember 1929 in Perth) ist ein australischer Physiker, der sich mit Quantenoptik befasst.
Er studierte in Oxford und war 1958 bis 1960 als Fulbright-Stipendiat am Massachusetts Institute of Technology. 1960 bis 1991 war er in der Abteilung Physik beim Royal Signals and Radar Establishment, ab 1967 als leitender Wissenschaftler, ab 1973 als Deputy Chief Scientific Officer und ab 1984 als Chief Scientific Officer. Von 1984 bis 1986 war er Gastprofessor am Imperial College London. Ab 1986 war er Clerk Maxwell Professor für theoretische Physik am King’s College London und 1991 bis 1994 Leiter der School of Physical Sciences and Engineering.
Von 1995 bis 2004 war er Direktor der Softwarefirma Stilo Technology Ltd. (bis 2002 als Chairman). Von 1981 bis 1985 war er Chairman des Verlags Adam Hilger.
1996 erhielt er die Faraday-Medaille (IOP). Er ist Fellow der Royal Society, deren Charles Parsons Prize er 1975 erhielt, und des Institute of Physics, deren Guthrie Medal er 1995 erhielt und deren Vizepräsident er von 1981 bis 1985 war.

## Schriften
- mit Sarben Sarkar: The Quantum Theory of Radiation, Oxford, Clarendon Press 1995
- Herausgeber mit Pierre Sabatier: Scattering, Academic Press 2002
- Herausgeber: Light scattering and photon correlation spectroscopy, Kluwer 1997
- Herausgeber mit Paolo Tombsesi: Squeezed and non classical light, Plenum Press 1989
- Herausgeber mit Herbert Walther: Photons and quantum fluctuations, Adam Hilger, Bristol 1988
- Herausgeber mit Sarben Sarkar: Quantum measurement and chaos, Plenum Press 1987
- mit L. A. Lugiato: Chaos, noise and fractals, Adam Hilger 1987
- Herausgeber: Frontiers in Quantum Optics, Adam Hilger 1986
- Herausgeber: Photon correlation and light beating spectroscopy, 1974
- Herausgeber: Photon correlation and light scattering spectroscopy, 1997
- Herausgeber: High Power Gas Lasers, 1975
- Herausgeber: Photon correlation spectroscopy and velocimetry, 1977
- Herausgeber: Inverse Problems in Scattering and Imaging, 1991